# Unaspis turpiniae
Unaspis turpiniae är en insektsart som beskrevs av Takahashi 1934. Unaspis turpiniae ingår i släktet Unaspis och familjen pansarsköldlöss.
Artens utbredningsområde är Taiwan och Japan. Inga underarter finns listade i Catalogue of Life.